# Бун банг фай

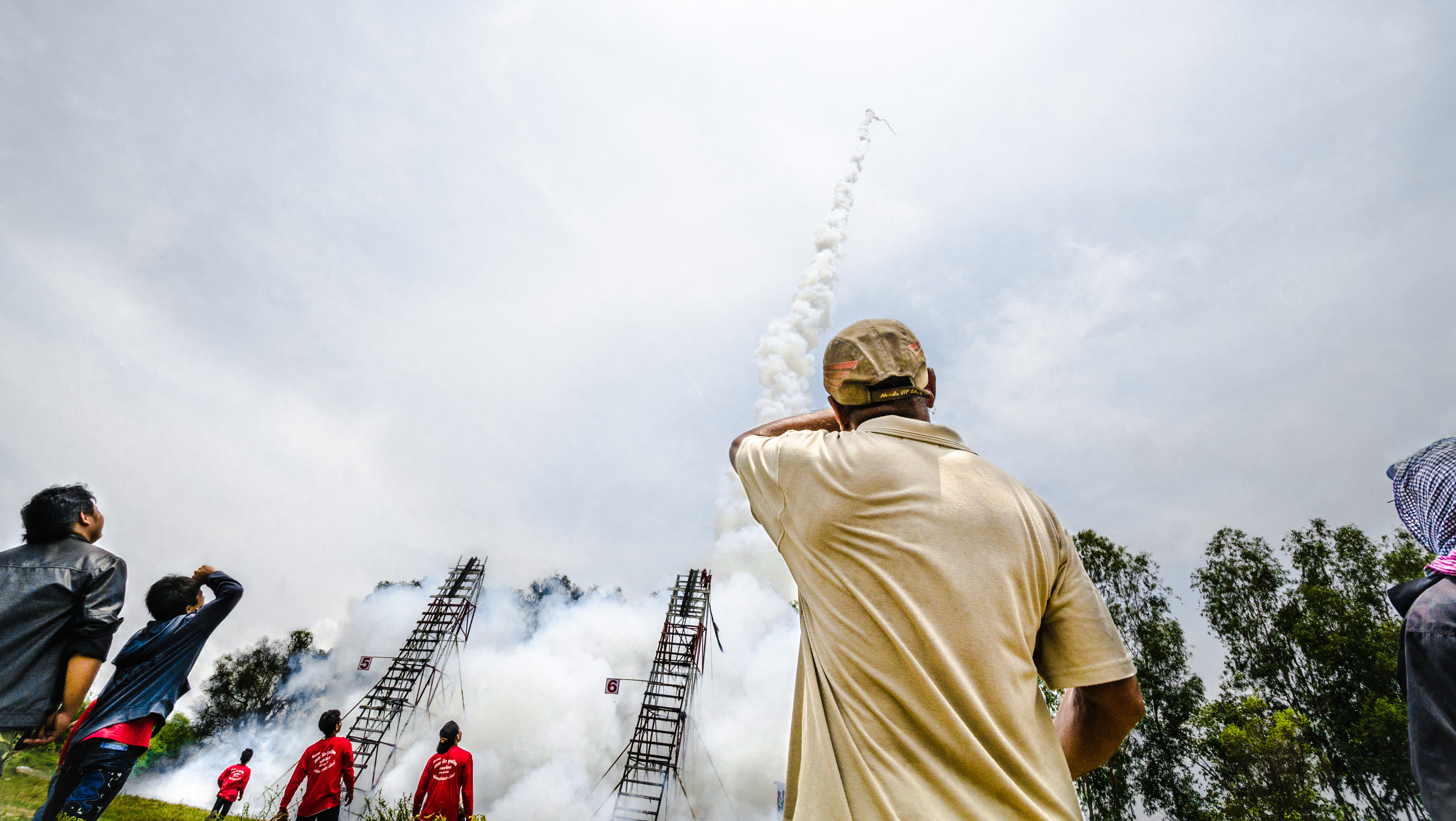
Фестиваль ракет в провинции Ясотхон в 2013 году

Фестиваль ракет или Бун банг фай (тайск.: ประเพณีบุญบั้งไฟ) –  популярный фестиваль ракет в северо-восточных провинциях Таиланда (Исан) и в Лаосе. Праздник ракет проводится каждый год в период с апреля по июнь (в зависимости от места проведения) перед началом посевного сезона. Традиционно Бун банг фай проводится для того, чтобы отблагодарить духа-покровителя местности (города, деревни), а также обратиться к нему и к небесным силам с просьбой о дожде. Считается, что если ракета взлетает высоко и летит далеко, то небесные силы услышат мольбы и обеспечат жителям хороший урожай.
Как правило, изготовлением ракет для фестиваля уже несколько поколений занимаются представители одной семьи, а также лучшие ученики мастеров в этом деле. Ракеты весят от 20 до 30 кг, их длина – от 7 до 10 м.  Подготовка к проведению фестиваля начинается за несколько дней до его начала.  На специальной территории, выделенной администрацией города или деревни, размещают специальные платформы, на которых устанавливаются ракеты. Кроме того,  формируются команды участников в параде ракет.
Традиционно фестиваль ракет продолжается несколько дней. В первый и второй день празднования выступают певцы и танцевальные группы, проходит парад ракет, огненные и театральные выступления, а также проводится конкурс красоты. Соревнование ракет проводится на третий день фестиваля. Как правило, ракеты сравниваются по размеру, по высоте взлета, по красоте и т.д.
Фестиваль ракет считается опасным мероприятием. Так, на фестивале в 1999 году ракета весом в 120 кг взорвалась на высоте 50 м: 4 человека погибли, 1 был ранен.
Фестиваль ракет или Бун банг фай относится к числу сельскохозяйственных обрядов и ритуалов, в основе которых лежит культ плодородия. Благодаря яркому проведению фестиваля ракет особую известность получили такие провинции, как Ясотхон , Рой Эт, Каласин, Сисакет, Махасаракхам.

## В массовой культуре
В 2006 году в прокат вышел тайский фильм о боевых искусствах "Кон Фай Бин", где можно увидеть, как в Таиланде проходит фестиваль ракет. Главный герой фильма - мастер по созданию ракет из бамбука. С помощью тайского боевого искусства муай тай и с помощью ракет он побеждает своих противников.